# درة كنار (لاريجان السفلي)
درة کنار (بالفارسية: دره‌کنار) هي قرية تقع في إيران في قسم لاریجان السفلی الريفي. يقدر عدد سكانها بـ 13 نسمة بحسب إحصاء 2016.